# Hochstraße Oldenburg
Die Hochstraße Oldenburg ist mit 1450 m das längste Brückenbauwerk Niedersachsens. 
Die Brücke liegt im Verlauf der Bundesautobahn 28 zwischen den Anschlussstellen Oldenburg-Eversten und Oldenburg-Kreyenbrück. Die Autobahnbrücke der stadtnahen Südumgehung Oldenburgs überspannt unter anderem die Hunte, den Küstenkanal und den Osternburger Kanal sowie die Landesstraße 866/870 und weitere Stadtstraßen. Der Regelquerschnitt (RQ 26) der Autobahn besitzt neben zwei Standstreifen vier Fahrstreifen. Zwischen den Auf- beziehungsweise Abfahrten der Anschlussstellen Marschweg und Kreyenbrück sind zwei zusätzliche Fahrstreifen vorhanden.
Das Bauwerk besteht aus je einem Überbau für eine Richtungsfahrbahn. Zwei Dehnfugen auf Trennpfeilern unterteilen die Überbauten in drei Abschnitte. Der Brückenzug wurde in den Jahren 1979 bis 1981 hergestellt.

## Konstruktion

### Östlicher Brückenabschnitt
Im Osten beginnt das Bauwerk mit einer 720,96 m langen Balkenbrücke aus Spannbeton, die 20 Felder besitzt. Die Stützweiten betragen im Randfeld 26,46 m, es folgen acht Felder mit 38 m, sieben Felder mit 35 m, drei Felder mit 38 m sowie das Endfeld mit 31,5 m Länge. Die Überbauten sind jeweils fugenlos mit einer mehrfeldrigen Rampenbrücke verbunden. In Querrichtung bestehen die Überbauten im Bereich mit zwei Fahrstreifen aus zweistegigen Plattenbalken mit einer konstanten Konstruktionshöhe von 1,62 m und 1,05 m Stegbreite. Die Stege besitzen einen Achsabstand von 6,0 m bei einer Fahrbahnplattenbreite von 14 m. Bei drei Fahrstreifen weitet sich der Querschnitt auf 17 m Breite auf und ein dreistegiger Plattenbalken mit 5,5 m Stegabstand ist vorhanden. Das Bauwerk hat im Regelfall keine Querträger zwischen den Stegen.
In den Stützachsen ist normalerweise unter jedem Steg der Überbauten eine massive Rundstütze mit 1,3 m Durchmesser angeordnet. In Sonderfällen ist aufgrund geometrischer Konflikte mit den überspannten Verkehrswegen unter einem Überbau nur eine Mittelstütze mit ovalem Querschnitt und 2,8 m Breite sowie 1,3 m Dicke vorhanden. Die Stützen sind auf Fein- und Mittelsanden flach gegründet. Im Abschnitt mit drei Fahrstreifen sind die Fundamente eines Überbaus 1,1 m dick, 15,0 m lang und 3,7 m breit.

### Hauptbrücke

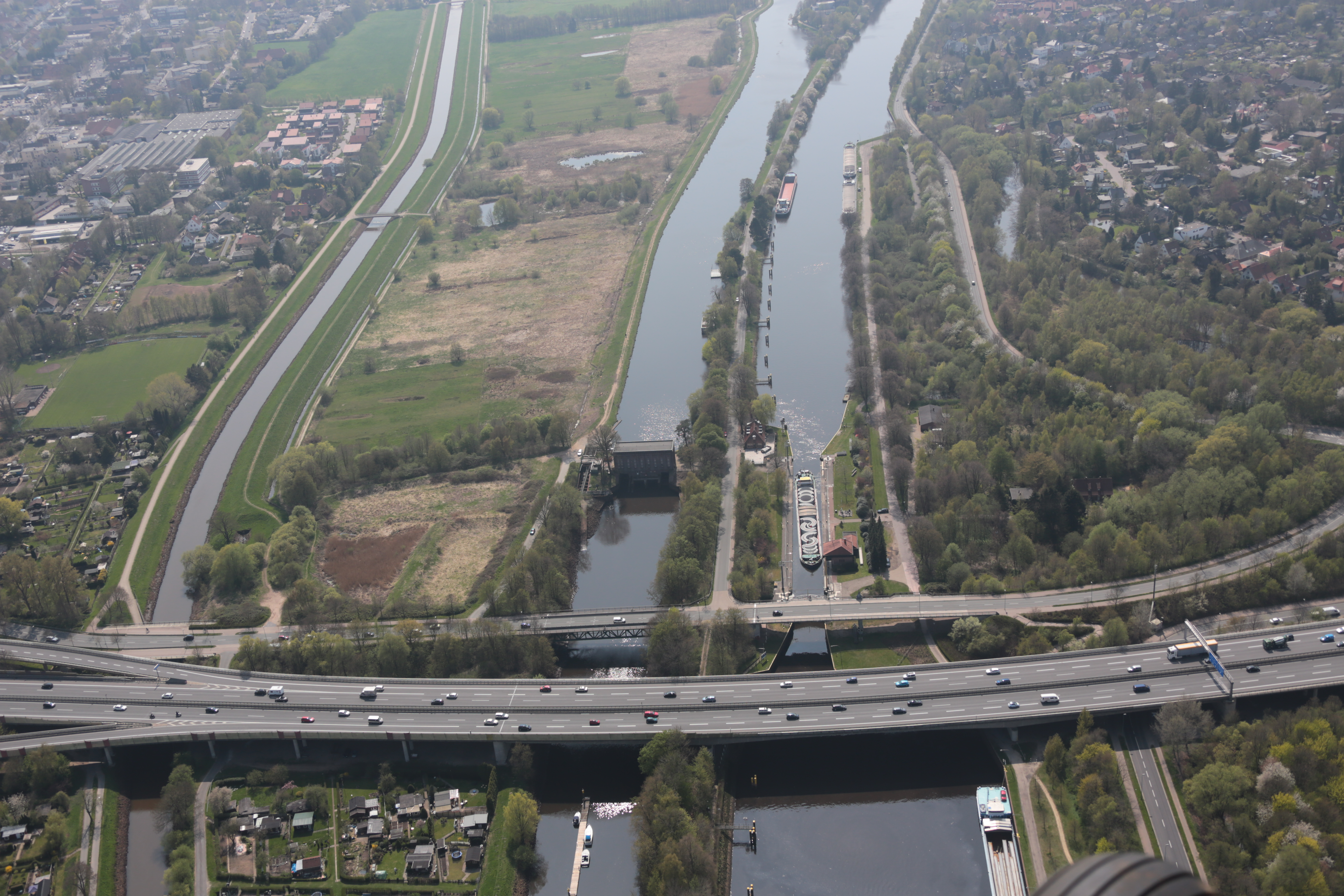
Brückenabschnitt über den Osternburger Kanal, die Hunte und den Küstenkanal

Im zweiten Abschnitt folgt die dreifeldrige, 237 m lange Hauptbrücke. Die vorgespannte Stahlbetonkonstruktion hat in den beiden Randfeldern, die auf 2,5 m breiten Trennpfeilern aufliegen, Spannweiten von 67 m, die Hauptstützweite über dem Küstenkanal beträgt 98 m. Die Überbauten bestehen aus zweistegigen Plattenbalken mit veränderlicher Konstruktionshöhe. In Brückenmitte beträgt die Höhe 3,4 m, über den Pfeilern 5,4 m. Die Stege besitzen einen Achsabstand von 8,78 m bei einer Fahrbahnplattenbreite von 17 m. Im Bereich der Pfeiler sind die Stege unten durch eine maximal 90 cm dicken Druckplatte miteinander verbunden.
Die Überbauten ruhen auf Pfeilerscheiben, die Flusspfeiler sind 13,9 m breit und 2,0 m dick. Die Fundamente besitzen Abmessungen von 18 m Länge und 17 m Breite bei einer Gründungstiefe von maximal 8,5 m unter Geländeoberfläche. 

### Westlicher Brückenabschnitt
Der dritte, westliche Abschnitt hat eine Länge von 491,50 m. Er ist in 14 Felder unterteilt. Die Randöffnungen haben Stützweiten von 27,0 m bzw. 26,5 m, die restlichen 12 Innenfelder spannen über jeweils 36,5 m. Auch hier sind die Überbauten jeweils fugenlos mit einer Rampenbrücke verbunden. Der Überbauquerschnitt entspricht dem östlichen Brückenabschnitt.

## Bauausführung
Die 84 Überbauabschnitte des Brückenzuges wurden mit umsetzbaren Lehrgerüsten errichtet. Der Überbau der Hauptbrücke wurde innerhalb von 42 Stunden mit 3900 m³ Beton in einem Guss hergestellt.